# デヒドロアラニン
デヒドロアラニン(Dehydroalanine)は、デヒドロアミノ酸の1つである。遊離型では存在せず、天然では微生物のペプチド内の残基として生じる。非飽和の骨格を持つ点で、アミノ酸残基としては特殊である。

## 構造と反応性
大部分の第1級エナミンと同様に、デヒドロアラニンは不安定である。ペプチドやその関連化合物のようなN-アシル化誘導体は安定である。例えば、2-アセトアミドアクリル酸メチルはエステルのN-アセチル化誘導体である。ペプチドの残基として、翻訳後修飾により生成する。必要な前駆体はセリンとシステイン残基であり、酵素によってそれぞれ水と硫化水素が脱離して生成される。
大部分のアミノ酸残基は求核的に不活性であるが、デヒドロアラニンまたはその他のデヒドロアミノ酸を含むものは例外である。これらはα,β-不飽和カルボニルのため求電子的であり、そのため例えば他のアミノ酸をアルキル化する。

## 生成

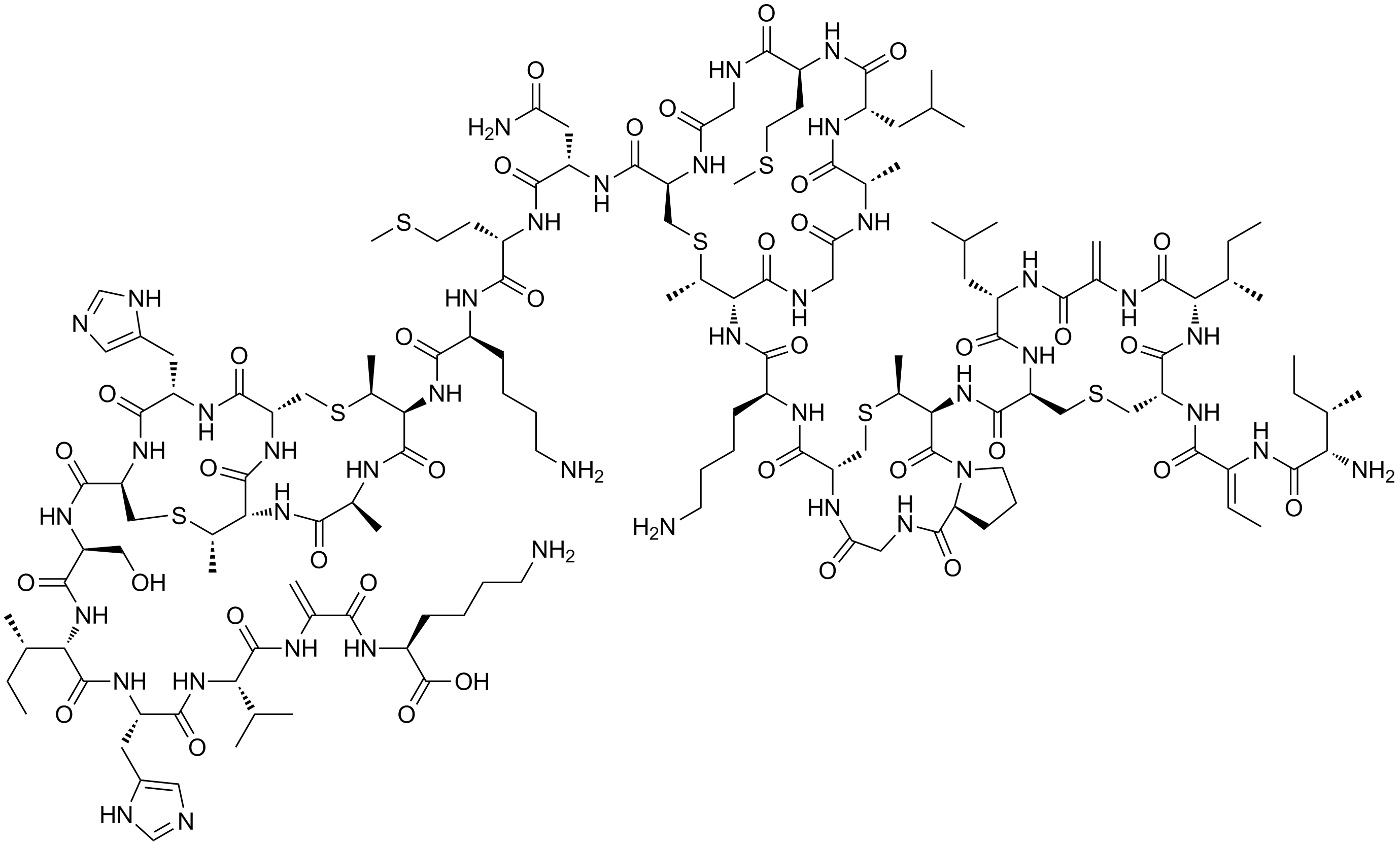
きわめて毒性の高い物質であるナイシンは3つのデヒドロアミノ酸残基を含んでおり、そのうち2つはデヒドロアラニン残基である。

デヒドロアラニン残基は、抗菌活性を持つ環状ペプチドであるナイシン中に初めて検出された。また、ランチビオティックやミクロシスチンにも含まれる。
DHAは、システインまたはセリンから、酵素なしの塩基触媒で生成するが、この反応は料理中やアルカリ性食品の加工中に発生する。これがリシン等の他のアミノ酸残基をアルキル化し、リシノアラニン架橋を形成して、元のアラニンをラセミ化させる。結果として生じたタンパク質は、ある種には低栄養、また別の種には高栄養となる。またリシノアラニンは、ラットの腎臓肥大の原因となる。
デヒドロアラニンを含むペプチドの多くは、毒性を持つ。
デヒドロアラニン残基は、長い間、ヒスチジンアンモニアリアーゼとフェニルアラニンアンモニアリアーゼの重要な求電子触媒残基であると考えられてきた。しかし後に、より求電子性の高い別の不飽和アラニン誘導体である3,5-ジヒドロ-5-メチルジエン-4H-イミダゾール-4-オンが真の活性残基であることが明らかとなった。